# Circunscrições eclesiásticas católicas da Bolívia
A Igreja Católica na Bolívia compreende quatro províncias eclesiásticas. As províncias são, por sua vez, subdivididas em seis dioceses e quatro arquidioceses, cada uma liderada por um bispo ou um arcebispo. Há também cinco Vicariatos Apostólicos e um Ordinariato Militar na Bolívia.

## Conferência Episcopal da Bolívia

### Província Eclesiástica de Cochabamba
- Arquidiocese de Cochabamba
  - Diocese de Oruro
  - Prelatura de Aiquille

### Província eclesiástica de La Paz
- Arquidiocese de La Paz
  - Diocese de Coroico
  - Diocese de El Alto
  - Prelatura de Corocoro

### Província eclesiástica de Santa Cruz de la Sierra
- Arquidiocese de Santa Cruz de la Sierra
  - Diocese de San Ignacio de Velasco

### Província eclesiástica de Sucre
- Arquidiocese de Sucre
  - Diocese de Potosí
  - Diocese de Tarija

### Jurisdições Sui iuris
- Ordinariato Militar da Bolívia
- Vicariato Apostólico de Camiri
- Vicariato Apostólico de El Beni
- Vicariato Apostólico de Ñuflo de Chávez
- Vicariato Apostólico de Pando
- Vicariato Apostólico de Reyes